# Allenstown (New Hampshire)
Cet article concerne la localité américaine. Pour la localité australienne, voir Allenstown (Queensland).
Allenstown est une municipalité américaine située dans le comté de Merrimack au New Hampshire. Selon le recensement de 2010, sa population est de 4 322 habitants.

## Géographie
La municipalité s'étend sur 20,43 milles carrés (52,91 km2), dont 0,11 milles carrés (0,28 km2) d'étendues d'eau.
Elle accueille le parc d'État de Bear Brook, le plus grand du New Hampshire.

## Histoire
La localité est fondée en 1721 et nommée en l'honneur du gouverneur de la province du New Hampshire, Samuel Allen. Allenstown devient une municipalité en 1831. Elle annexe une partie de Bow en 1815 puis de Hooksett en 1853.